# غوردون ستيوارت أندرسون
غوردون ستيوارت أندرسون (بالإنجليزية: Gordon Stewart Anderson)‏ (8 يوليو 1958، هاميلتون في كندا - 8 يوليو 1991، تورونتو في كندا)؛ روائي كندي.